# Canton de Pesmes
Le canton de Pesmes est un ancien canton français situé dans le département de la Haute-Saône et la région Franche-Comté.

## Géographie
Ce canton est organisé autour de Pesmes dans l'arrondissement de Vesoul. Son altitude varie de 183 m (Broye-Aubigney-Montseugny) à 298 m (Chancey) pour une altitude moyenne de 220 m.

## Administration

### Conseillers d'arrondissement (de 1833 à 1940)
Le canton de Pesmes appartenait à l'arrondissement de Gray jusqu'à sa disparition en 1926.
| Période                                  | Période | Identité                      | Étiquette              | Qualité |
| ---------------------------------------- | ------- | ----------------------------- | ---------------------- | --- |
| 1833                                     | 1842    | Jean Baptiste Étienne Oudille |                        | Juge de paix à Pesmes, propriétaire et ancien maire de Chaumercenne                                         |
| 1842                                     | 1845    | Jean-François Perron          |                        | Professeur de philosophie à Besançon                                                                        |
|                                          |         |                               |                        | |
| 1919                                     | 1925    | M. Gendrey                    | Rad.                   | |
| 1925                                     | 1928    | Maurice Piérot                | Conservateur           | Vétérinaire à Pesmes                                                                                        |
| 1928                                     | 1937    | Charles Parcy                 | SFIO                   | Hôtelier, maréchal-ferrant, maire de Pesmes                                                                 |
| 1937                                     | 1940    | Joseph Charpillet fils        | Union des républicains | Cultivateur, maire de Valay                                                                                 |
| 1940                                     |         |                               |                        | Les conseils d'arrondissement ont été suspendus par la loi du 12 octobre 1940 et n'ont jamais été réactivés |
| Les données manquantes sont à compléter. |         |                               |                        | |

### Conseillers généraux de 1833 à 2015
| Période         | Période      | Identité                         | Étiquette                                | Qualité |
| --------------- | ------------ | -------------------------------- | ---------------------------------------- | --- |
| 1833            | 1845         | Jean-François Marie Denizot      |                                          | Maire de La Résie-Saint-Martin |
| 1845            | 1868         | Jean-François Perron (1804-1880) | Bonapartiste                             | Professeur de philosophie au lycée de Besançon Ancien Directeur de L'International Chef de section au Ministère d'Etat à Paris Conseiller d'arrondissement |
| 1868            | 1880         | Léon Marquiset                   | Droite                                   | Ancien magistrat (substitut à Besançon) Propriétaire à Apremont                                                                                            |
| 1880            | 1892         | François-Xavier Guillemot        | Républicain                              | Capitaine en retraite Maire de Malans |
| 1892            | 1898         | Charles Gabiot                   |                                          | Notaire - Maire de Pesmes |
| 1898            | 1928         | Anatole Gras                     | Républicain                              | Propriétaire agricole Maire d'Arsans - Sénateur (1920-1927)                                                                                                |
| 1928            | 1940         | Maurice Piérot                   | URD                                      | Vétérinaire à Pesmes, conseiller d'arrondissement Nommé conseiller départemental en 1943                                                                   |
|                 |              |                                  |                                          | |
| 1945            | 1951         | Roger Girardot                   | DVD                                      | Médecin à Pesmes |
| 1951            | 1955 (décès) | Joseph Charpillet                | RGR                                      | Cultivateur Maire de Valay, ancien conseiller d'arrondissement                                                                                             |
| 23 octobre 1955 | 1956 (décès) | Léon Écoffet                     | DVD                                      | Ingénieur chimiste, ancien maire d'Ugine (Savoie) Maire de Malans                                                                                          |
| 20 avril 1956   | 1976         | Joseph Lisberney                 | DVD                                      | Propriétaire à Pesmes |
| 1976            | 2001         | Bernard Joly                     | DVD puis UDF-Rad.                        | Chirurgien-dentiste Sénateur (1995-2004) Conseiller régional Maire de Pesmes (1977-1995)                                                                   |
| 2001            | 2008         | Jean Migeon                      | RPR                                      | Gérant d'entreprise Maire de Pesmes |
| 2008            | 2015         | Jean-Claude Gay                  | MoDem (siège dans la majorité de gauche) | Ancien gestionnaire de collège Maire de Pesmes (2008-2014) Elu en 2015 dans le Canton de Marnay                                                            |

## Composition
| Fresne Scey Dampierre Champlitte Champagney Faucogney Lux St-Sauveur Mélisey Rioz Marnay Gy Autrey Gray Montbozon Saulx Port-s-Saône Combeauf. Vitrey Jussey Vauvillers St-Loup Amance Lure-Nord Lure-Sud Villersexel V.E. V.O. Noroy H.O. H.E. Pesmes |

Le canton de Pesmes groupe 18 communes et compte 3 843 habitants (recensement de 1999 sans doubles comptes).
| Nom                       | Code Insee | Intercommunalité     | Population (dernière pop. légale) |
| ------------------------- | ---------- | -------------------- | --------------------------------- |
| Pesmes (chef-lieu)        | 70408      | CC Val de Gray       | 1 100 (2014)                      |
| Arsans                    | 70030      | CC Val de Gray       | 50 (2014)                         |
| Bard-lès-Pesmes           | 70048      | CC du val marnaysien | 138 (2014)                        |
| Bresilley                 | 70092      | CC du val marnaysien | 191 (2014)                        |
| Broye-Aubigney-Montseugny | 70101      | CC Val de Gray       | 457 (2014)                        |
| Chancey                   | 70126      | CC du val marnaysien | 193 (2014)                        |
| Chaumercenne              | 70142      | CC du val marnaysien | 166 (2014)                        |
| Chevigney                 | 70151      | CC Val de Gray       | 37 (2014)                         |
| Lieucourt                 | 70302      | CC Val de Gray       | 82 (2014)                         |
| Malans                    | 70327      | CC du val marnaysien | 132 (2014)                        |
| Montagney                 | 70353      | CC du val marnaysien | 511 (2014)                        |
| Motey-Besuche             | 70374      | CC du val marnaysien | 112 (2014)                        |
| La Grande-Résie           | 70443      | CC Val de Gray       | 82 (2014)                         |
| La Résie-Saint-Martin     | 70444      | CC Val de Gray       | 152 (2014)                        |
| Sauvigney-lès-Pesmes      | 70480      | CC Val de Gray       | 159 (2014)                        |
| Vadans                    | 70510      | CC Val de Gray       | 140 (2014)                        |
| Valay                     | 70514      | CC Val de Gray       | 684 (2014)                        |
| Venère                    | 70542      | CC Val de Gray       | 219 (2014)                        |

## Démographie
| 1962  | 1968  | 1975  | 1982  | 1990  | 1999  | 2006  | 2011  | 2012  |
| ----- | ----- | ----- | ----- | ----- | ----- | ----- | ----- | ----- |
| 3 894 | 3 796 | 3 593 | 3 667 | 3 644 | 3 843 | 4 279 | 4 566 | 4 564 |